# Битка за Зеловске висове
Битка за Зеловске висове је била део совјетске операције Зелов-Берлин (16. април - 2. мај 1945) и један од последњих јуриша на велике укопане одбрамбене позиције Другог светског рата. Вођена је три дана, од 16. до 19. априла 1945. Око милион совјетских војника 1. белоруског фронта (међу којима и 78.556 војника 1. пољске армије, су напали положаје назване „капије Берлина“. Њима се супротставило 110.000 војника немачке 9. армије, којом је командовао генерал Теодор Бусе, и која је била део групе армија Висла.
Ова битка се често уврштава као део битке на Одри-Ниси. Зеловски висови су били поприште најжешћих борби у оквиру целе битке, али оно је било само једно од неколико прелаза дуж река Одре и Нисе где су Совјети напали. Сама Битка на Одри-Ниси је била уводна фаза битке за Берлин. Резултат битке је било опкољавање немачке 9. армије и битка за Халбе.